# Cuello babero

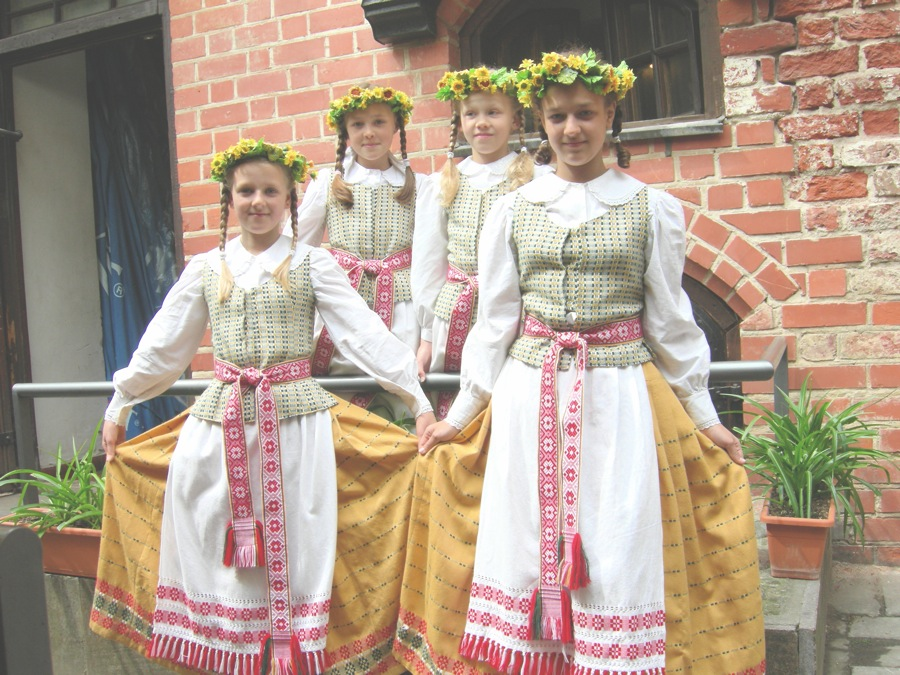
Vestidos tradicionales lituanos con cuellos babero.

El cuello babero, conocido en inglés como cuello Peter Pan, es un término popular para un estilo de cuello plano y con los bordes redondeados. El nombre del cuello en inglés procede del traje de Maude Adams en su papel como Peter Pan en 1905, aunque estilos similares habían sido usados antes de esa fecha.

## Estilo
El cuello babero es una forma de collar plano, uno de los tres tipos básicos de cuello: una tira ancha y curvada que se corta para encajar alrededor de la línea del escote, siguiendo la curva, y queda plana sobre el torso. Puede fabricarse ya sea de una sola pieza, con cierre frontal, o en dos piezas para acomodar un cierre atrás a la espalda al mismo tiempo que conserva la abertura frontal. Es descrita como pequeña y suave, con esquinas redondeadas. Aunque forma parte de la moda femenina desde la década de 1900, incluyendo los vestidos de novia a mediados del siglo xx, el cuello se ha asociado principalmente con el uso infantil desde la década de 1920.

## Orígenes
El primer cuello Peter Pan "oficial" fue diseñado por John White Alexander y su esposa, en colaboración con Maude Adams, para la producción teatral de 1905 de Peter y Wendy en Nueva York. Ni el libro ni la pieza teatral de James Matthew Barrie (que describía a Peter vistiendo con telarañas y hojas), ni la producción original de 1904 en Londres con Nina Boucicault (quien llevó una capa), habían ofrecido un diseño similar. A pesar de que los Peter Pan de las posteriores producciones no lo llevaron, el cuello de Adams fue un éxito de la moda en los Estados Unidos y el Reino Unido, y allí se mantiene asociado con el personaje.
Sin embargo, el cuello babero tenía similitudes con varios diseños anteriores, en particular el col Claudine (cuello Claudine) de París. El cuello Claudine, un cuello redondo con una bufanda a cuadros visible, también tenía una base literaria, siendo nombrado después de la publicación de la novela Claudine en la escuela (Claudine à l'école) de Colette (1900), donde es usado por el personaje del título. Claudine inspiró toda una gama de accesorios que lleva su nombre, incluyendo perfumes y el claudinet, descrito como un «cuello redondo» para mujeres y niños.
Otros paralelos se han trazado, también llamados así por personajes ficticios, con los cuellos asociados a El pequeño lord (introducido en 1885) y Buster Brown (1902), los cuales inspiraron trajes para niños pequeños de acuerdo a su apariencia y gustos.